# 唧筒座U

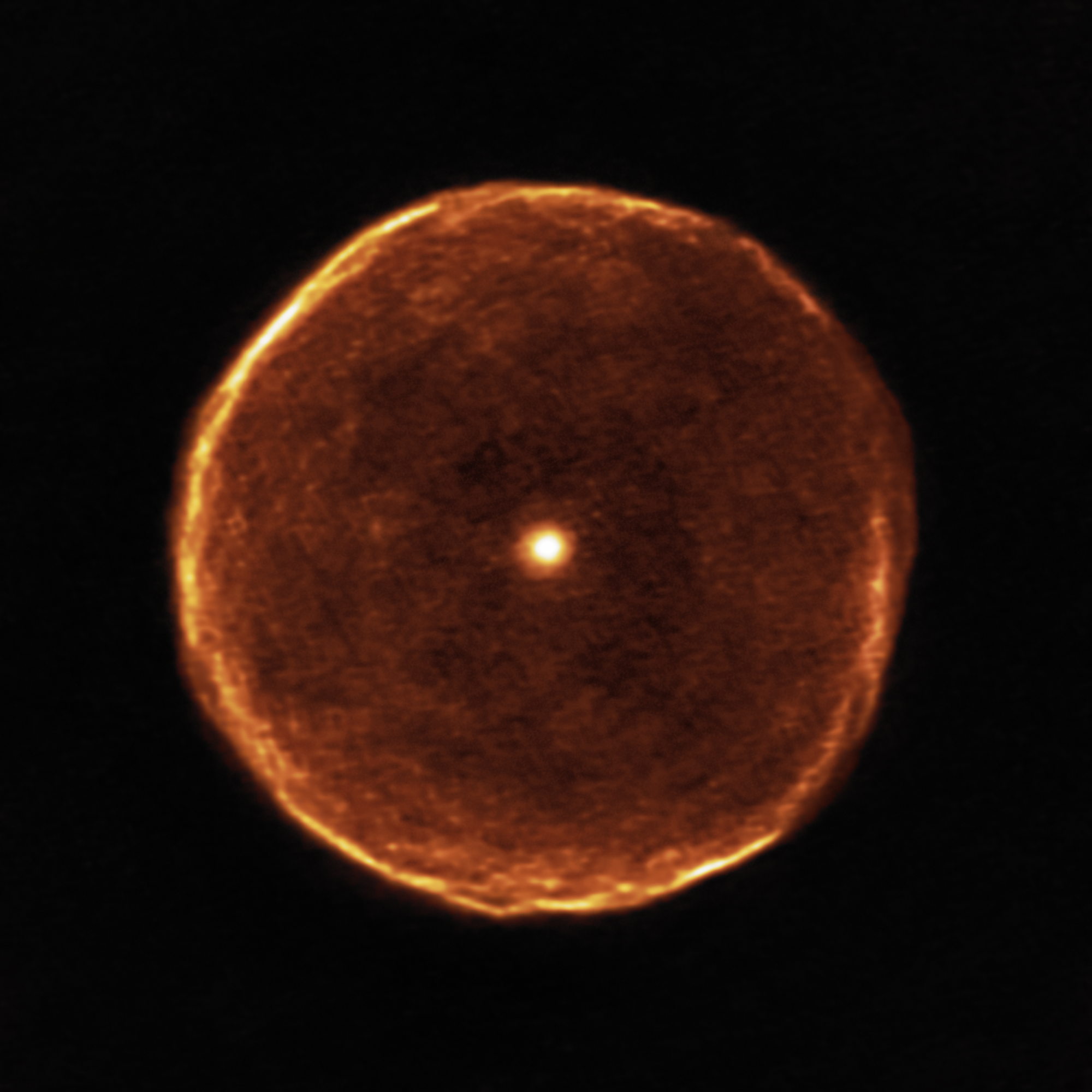
阿塔卡馬大型毫米波/亞毫米波陣列（ALMA）觀測唧筒座U外圍塵埃殼層影像。

唧筒座U（U Antliae，U Ant）又名CD-38 6579，HD 91793、SAO 201533、HR 4153，是唧筒座的一颗恒星。

## 概要
唧筒座U是C型碳星，並且是視星等在5.27至6.04之間變化的不規則變星。唧筒座U距離地球約900光年。它的光度約為太陽的8000倍，表面溫度約2800 K。唧筒座U外圍被兩層塵埃殼層包圍，研究認為形成這兩個殼層的物質分別在1.4萬和1萬年前噴出。